# Висока школа за услужни бизнис Соколац
Висока школа за услужни бизнис” основана је 2007. Налази се у улици Цара Лазара бб, у Соколцу.

## Историјат школе
Висока школа за услужни бизнис, Соколац (Источно Сарајево) основана је и лиценцирана 2007. као приватна висока школа за области економије, менаџмента и права, са осам студијских програма: пословна информатика (трогодишње студије), предузетништво и финансије (трогодишње
студије), туризам (трогодишње студије), спорт (трогодишње студије), јавна управа и безбједност (трогодишње студије), право (четворогодишње студије), економија и пословање (четворогодишње студије), политичке науке (четворогодишње студије). Добила је (2013) акредитацију на пет година.